# ジョナサン・ペティボーン
ジョナサン・ハリー・ペティボーン（Jonathan Harry Pettibone, 1990年7月19日 - ）は、アメリカ合衆国・カリフォルニア州オレンジ郡ヨーバリンダ出身の元プロ野球選手（投手）。右投左打。

## 経歴

### プロ入りとフィリーズ時代
2008年、MLBドラフト3巡目（全体110位）でフィラデルフィア・フィリーズから指名され、8月11日に契約。ルーキー級ガルフ・コーストリーグ・フィリーズで1試合に登板し、0勝1敗、防御率0.00だった。
2009年はA-級ウィリアムズポート・クロスカッターズで9試合に登板し、2勝4敗、防御率5.35だった。
2010年はA級レイクウッド・ブルークロウズで24試合に登板し、8勝6敗、防御率3.49だった。
2011年はA+級クリアウォーター・スレッシャーズで27試合に登板し、10勝11敗、防御率2.96だった。
2012年はAA級レディング・フィリーズで19試合に登板し、9勝7敗、防御率3.30だった。7月にAAA級リーハイバレー・アイアンピッグスへ昇格。AAA級では7試合に登板し、4勝1敗、防御率2.55だった。オフの11月20日にフィリーズとメジャー契約を結び、40人枠入りした。
2013年の開幕はAAA級リーハイバレーで迎え、3試合に登板後、4月22日にジョン・ラナンが故障者リスト入りしたためメジャーへ昇格し、同日のピッツバーグ・パイレーツ戦でメジャーデビュー。5.1回を6安打2失点6奪三振に抑えたが、勝ち負けは付かなかった。シーズン2試合目の登板となった4月27日のニューヨーク・メッツ戦では、5回を7安打3失点に抑え、メジャー初勝利を挙げた。その後はローテーションに定着していたが、8月2日に右肩の故障で15日間の故障者リスト入りし、8月25日に60日間の故障者リストへ異動。そのままシーズンを終えた。この年は18試合に登板し、5勝4敗、防御率4.04だった。
2014年は右肩の故障もあったため、3月27日にAAA級リーハイバレーへ異動し、開幕をAAA級で迎えた。AAA級で1試合に登板後、4月12日にメジャーへ昇格。昇格後は2試合に登板したが、0勝1敗、防御率9.00と結果を残せず、4月18日にAAA級へ降格。降格後はAAA級で4試合に登板したが、5月18日に右肩のSLAP損傷で7日間の故障者リスト入りした。6月17日に手術を行い、残りのシーズンを欠場した。
2015年も開幕から15日間の故障者リストに入り4月28日には60日間の故障者リストに移された。7月には右肩の再手術が必要と診断され、リハビリ登板もないまま10月7日に40人枠から外された。オフの11月6日に自由契約となった。

### カブス傘下時代
2016年1月28日にシカゴ・カブスとマイナー契約を結んだが、マイナーでも登板機会がないまま、4月19日に自由契約となった。

### 独立リーグ時代
2017年3月24日に独立リーグ・アトランティックリーグのニューブリテン・ビーズと契約した。23試合に先発して2勝8敗、防御率5.35という成績だった。
2018年は開幕から2試合に先発したが、1敗、防御率8.10という成績に終わり、5月10日に自由契約となった。

## 詳細情報

### 年度別投手成績
| 年 度     | 球 団     | 登 板 | 先 発 | 完 投 | 完 封 | 無 四 球 | 勝 利 | 敗 戦 | セ 丨 ブ | ホ 丨 ル ド | 勝 率 | 打 者 | 投 球 回 | 被 安 打 | 被 本 塁 打 | 与 四 球 | 敬 遠 | 与 死 球 | 奪 三 振 | 暴 投 | ボ 丨 ク | 失 点 | 自 責 点 | 防 御 率 | W H I P |
| --------- | --------- | ----- | ----- | ----- | ----- | -------- | ----- | ----- | -------- | ----------- | ----- | ----- | -------- | -------- | ----------- | -------- | ----- | -------- | -------- | ----- | -------- | ----- | -------- | -------- | ------- |
| 2013      | PHI       | 18    | 18    | 0     | 0     | 0        | 5     | 4     | 0        | 0           | .556  | 437   | 100.1    | 109      | 9           | 38       | 3     | 5        | 66       | 1     | 0        | 50    | 45       | 4.04     | 1.46    |
| 2014      | PHI       | 2     | 2     | 0     | 0     | 0        | 0     | 1     | 0        | 0           | .000  | 47    | 9.0      | 17       | 2           | 3        | 1     | 0        | 6        | 0     | 0        | 10    | 9        | 9.00     | 2.22    |
| 通算：2年 | 通算：2年 | 20    | 20    | 0     | 0     | 0        | 5     | 5     | 0        | 0           | .500  | 484   | 109.1    | 126      | 11          | 41       | 4     | 5        | 72       | 1     | 0        | 60    | 54       | 4.45     | 1.52    |

### 背番号
- 44 (2013年 - 2014年)